# Bille (Adelsgeschlecht)

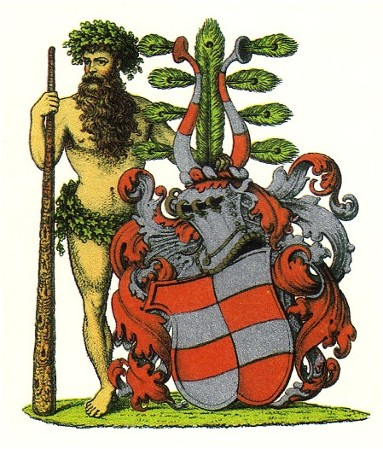
Wappen der Familie Bille.

Das Geschlecht der Bille gehört zum dänischen Uradel. Die früheste Erwähnung nennt 1246 einen Jakob Bille. Es ist eines der wenigen dänischen Geschlechter, die ihren Namen vom Mittelalter bis in die Gegenwart unverändert beibehalten haben.
Es sind viele geistliche und weltliche Personen dieses Namens aus dem 14. Jahrhundert bekannt. In dieser Zeit gehörte das Geschlecht dem niederen Adel, dem städtischen Patriziat und der niederen Geistlichkeit an. Der soziale Aufstieg begann mit der Wahl Peder Lykkes (1359–1436), dessen Vater Jon Nielsen Bille war, zum Erzbischof. Dessen Mutter war wahrscheinlich eine Schwester des Ritters Iver Lykke, von dem Peder den Namen erbte. Die Brüder des Erzbischofs heirateten in das ebenfalls uradlige Geschlecht Galen in Schonen ein. Durch Einheirat in Geschlechter mit großem Grundbesitz und der Besetzung von Ämtern in der Zentralverwaltung des dänischen Reiches konnte sich das Geschlecht in die oberen Ränge der Gesellschaft bringen und sich dort über die Jahrhunderte halten. Dank dieser Kontinuität stammen die größten und bedeutendsten Archive aus der Zeit vor 1660 aus dieser Familie. 
1784 kaufte der Geheimrat und Amtmann Henrik Bille-Brahe (1709–1789) das Schloss Egeskov. Er hatte 1787 das Lehnspatent der ausgestorbenen Adelsfamilie Brahe erstanden. Bis 1882 blieb Schloss Egeskov im Besitz der Familie Bille-Brahe, dann übernahm ein Nachfahre in weiblicher Linie, Graf Julius Ahlefeldt-Laurvig-Bille, das Schloss, das dieser Familie bis heute gehört.

## Angehörige
- Christian Høyer Bille (1799–1853), dänischer Diplomat
- Eske Bille († 1552), norwegischer Reichsrat
- Michael Bille (1769–1845), dänisch-norwegischer und preußischer Marineoffizier
- Steen Andersen Bille (1797–1883), dänischer Vizeadmiral und Marineminister